# Atriplex hymenelytra
Atriplex hymenelytra es una especie de arbusto perteneciente a la familia de las amarantáceas, Es originaria del sudoeste de los Estados Unidos, California, Baja California, y noroeste de México.

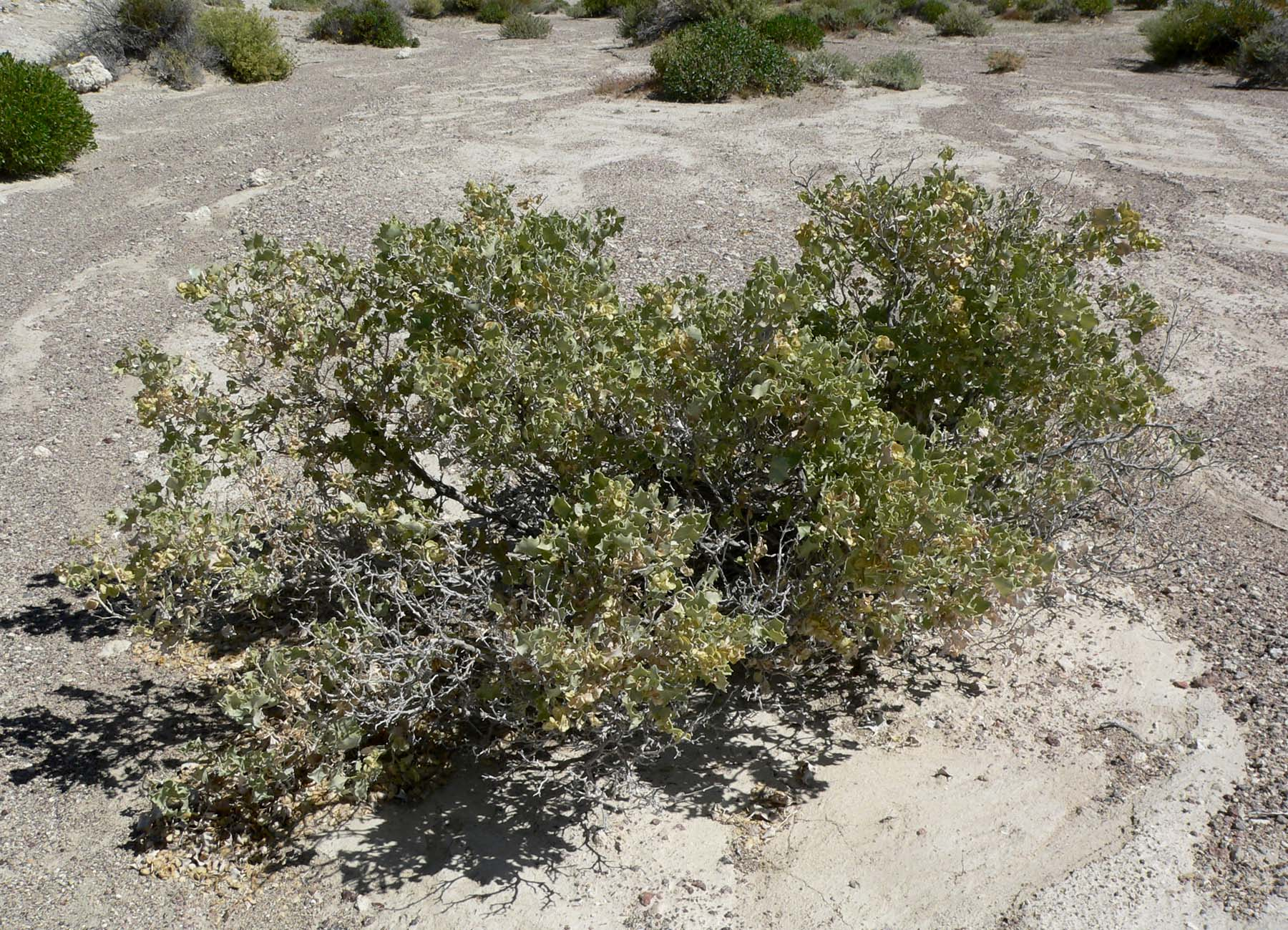
Arbusto de Atriplex hymenelytra en su hábitat

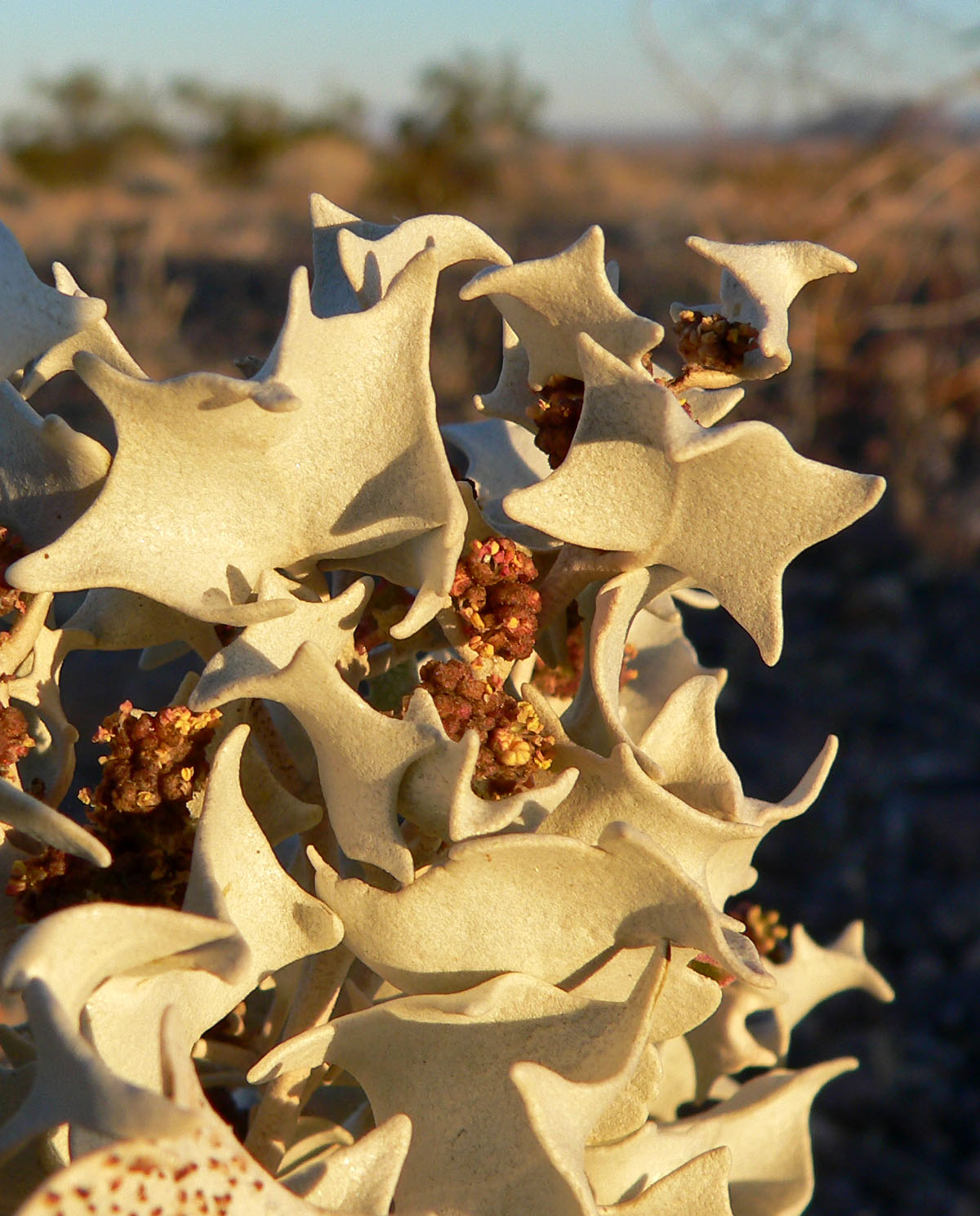
Hojas

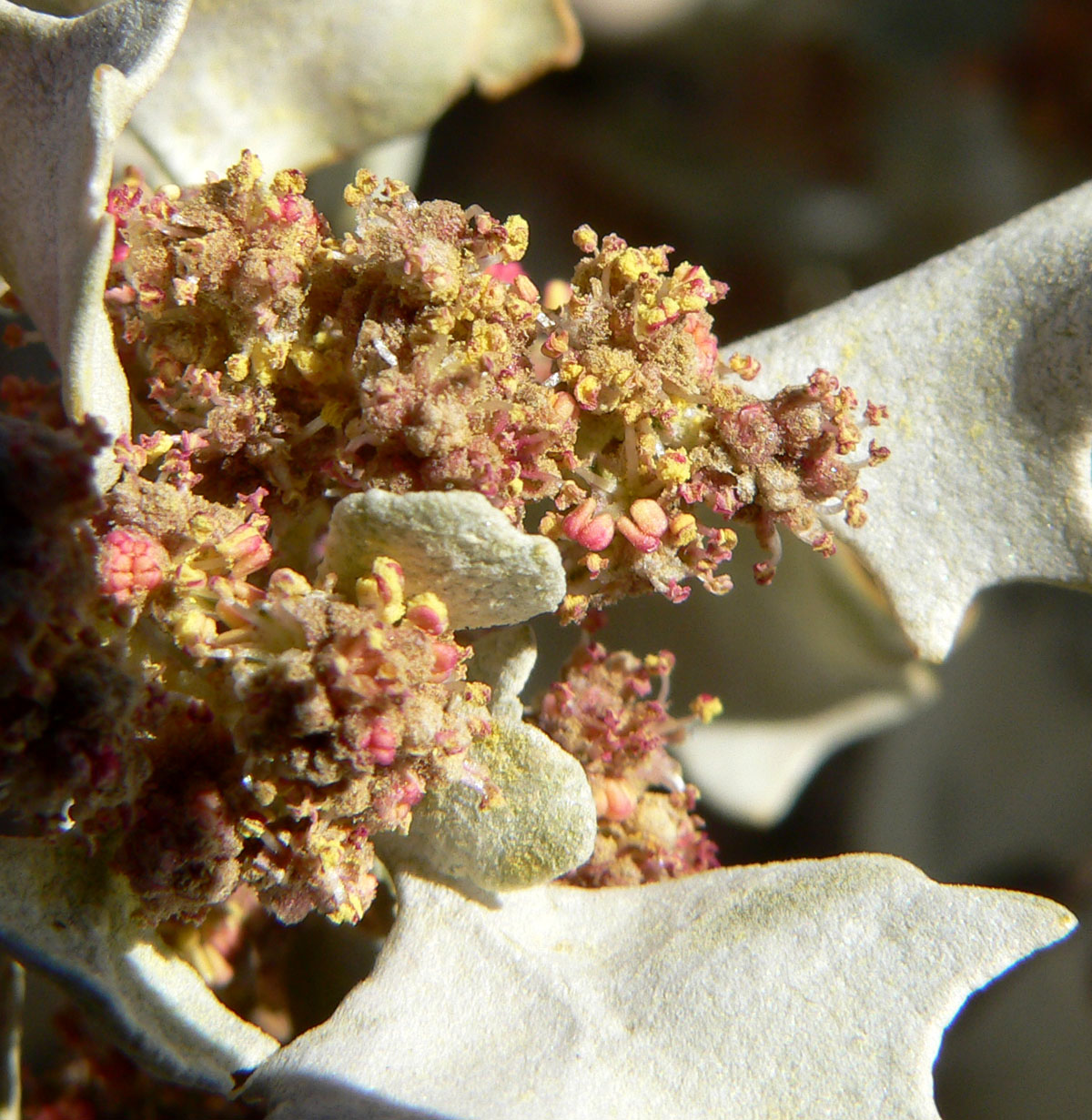
Flores

## Descripción
Es una especie de arbusto que vive en el desierto de Mojave, alcanzando un tamaño de entre  1,5-3 metros de altura. Por lo general, es un arbusto redondeado cubierto de distintivas hojas reflectantes de color gris plata, torcidas, alargadas, muy punteadas. Los frutos están encerrados en  bracteolas con forma de disco después de la floración.
Las hojas dentadas y los frutos rojizos de tamaño pequeño de la planta, le dan un parecido al acebo europeo.

## Taxonomía
Atriplex hymenelytra fue descrita por Torr. ex S.Wats. y publicado en Proceedings of the American Academy of Arts and Sciences 9: 119–120 en el año 1874.
Etimología
Atriplex: nombre genérico latino con el que se conoce a la planta.
hymenelytra: epíteto
Sinonimia
- Obione hymenelytra Torr.[4]